# Szenenentwicklung
Szenenentwicklung ist ein Begriff aus dem Improvisationstheater und der Theaterpädagogik.
Die von Konstantin Stanislawski, dem Begründer des naturalistischen Theaters, vorgeschlagene Arbeitsweise zur Ausgestaltung eines dramatischen Textes durch Schauspieler kann auch für die Entwicklung von Theaterszenen zu einem gewählten Thema (Drogen, Gewalt, Liebe usw.) mittels Improvisation ohne die Grundlage eines festgelegten Theatertextes erprobt werden. Bei dieser Arbeitsweise, von der im Psychodrama von Jacob Levy Moreno und verwandten pädagogischen Ansätzen ausgegangen wird, steht die Einfühlung in eine imaginäre Situation im Zentrum.
Bei der Szenenentwicklung spielen laut Stanislawski neben der Herausarbeitung des Konflikts vor allem die „W-Fragen“ eine wichtige Rolle: „Wer?“ (Art der Charaktere, persönliche Eigenarten der Figuren), „Was?“ (Worum geht es? z. B. ein Heiratsantrag), „Wo?“ (In einem Park, in einer Wohnung, am Strand usw.), „Wann?“ (Gegenwart oder in einer vergangenen Epoche, Jahreszeit, in den frühen Morgenstunden, tagsüber oder abends...), „Warum?“ (bezieht sich auf die Motivation der in der Szene handelnden Personen), „Wozu?“ (bezieht sich auf die Absichten der in der Szene handelnden Personen) und „Wie?“ (Wie versuchen die handelnden Personen ihre Absichten durchzusetzen?).
Die Arbeit an den unterschiedlichen Motivationen und Absichten der Figuren lässt den zugrunde liegenden szenischen Konflikt deutlich werden. Der Höhepunkt stellt immer zugleich auch den Wendepunkt dar, der das Ende des szenischen Konflikts einleitet, ohne dass dies die Auflösung des Konflikts sein muss.